# インテューイション
インテューイション（Intuition）1973年に発表されたジョン・レノンの個人名義第3弾アルバムマインド・ゲームスに収録された曲。
「ぼくは直感で生きてきたんだよ（※　「インテューイション 」は直訳すると「直感」）」と歌詞に綴られていることでわかるとおり今日（1940年10月9日～アルバムが発表された1973年時点まで）までジョンが生き続けていた秘訣を歌った曲である。
また、直感で生き続けたことによって周囲の人々から怪異な目で見られたり友達を失ったとも綴っているが「気にしない」と決めていたという。